# Associação de Eletricistas Polacos
A Associação de Eletricistas Polacos (Stowarzyszenie Elektryków Polskich, SEP) é uma organização não governamental polaca que reúne a comunidade de eletricistas polacos de todo o mundo. Graças à sua fórmula de adesão aberta, reúne engenheiros e técnicos, bem como jovens estudantes (estudantes de escolas técnicas e vocacionados) de engenharia elétrica no sentido mais lato.

## Atividades
O SEP está principalmente envolvido em atividades de divulgação e educação (cursos de formação para a manipulação de equipamento elétrico). Está também envolvido na avaliação de conformidade de produtos elétricos de baixa tensão (desde 1933), através do seu gabinete de investigação de qualidade, uma agência do SEP com acreditações nacionais e reconhecimento pelas mais prestigiadas organizações internacionais e europeias. Realiza também uma extensa cooperação internacional sob o nome inglês “Association of Polish Electrical Engineers”. É membro da Federação Nacional das Associações Científicas e Técnicas Polacas e da organização europeia EUREL.

## História
De 7 a 9 de Junho de 1919, realizou-se um congresso para a criação da Associação de Engenheiros Eletrotécnicos Polacos. O Professor Mieczysław Pożaryski foi eleito o seu primeiro presidente. Em 1928, a organização fundiu-se com a Associação de Engenheiros de Rádio Polacos, e em 1929 o nome foi alterado para o atual por uma decisão do conselho de administração. Em 1939, a Associação de Teleengenheiros Polacos aderiu à SEP.

## Presidentes do SEP
- 1919–1928 – Mieczysław Pożaryski (primeiro presidente do SEP)
- 1928–1929 – Kazimierz Straszewski
- 1929–1930 – Zygmunt Okoniewski
- 1930–1931 – Kazimierz Straszewski
- 1931–1932 – Felicjan Karśnicki
- 1932–1933 – Tadeusz Czaplicki
- 1933–1934 – Alfons Kühn
- 1934–1935 – Jan Obrąpalski
- 1935–1936 – Alfons Kühn
- 1936–1937 – Janusz Groszkowski
- 1937–1938 – Alfons Hoffmann
- 1938–1939 – Kazimierz Szpotański
- 1939 – Antoni Krzyczkowski
- 1939–1946 – Kazimierz Szpotański
- 1946–1947 – Kazimierz Straszewski
- 1947–1949 – Włodzimierz Szumilin
- 1949–1950 – Stanisław Ignatowicz
- 1950–1951 – Tadeusz Żarnecki
- 1951–1952 – Jerzy Lando
- 1952–1959 – Kazimierz Kolbiński
- 1959–1961 – Tadeusz Kahl
- 1961–1981 – Tadeusz Dryzek
- 1981–1987 – Jacek Szpotański
- 1987–1990 – Bohdan Paszkowski
- 1990–1994 – Jacek Szpotański
- 1994–1998 – Cyprian Brudkowski
- 1998–2002 – Stanisław Bolkowski
- 2002–2006 – Stanisław Bolkowski
- 2006–2014 – Jerzy Barglik
- 2014–2022 – Piotr Szymczak[7]
- de 2022 – Sławomir Cieślik